# Acanthocyclops venustus
Acanthocyclops venustus är en kräftdjursart som först beskrevs av Norman och T. Scott 1906.  Acanthocyclops venustus ingår i släktet Acanthocyclops och familjen Cyclopidae. Inga underarter finns listade i Catalogue of Life.